# Invalides
Invalides – stacja 8. i 13. linii metra w Paryżu. Stacja znajduje się w 7. dzielnicy Paryża. Na linii 8 została otwarta 24 grudnia 1913 roku, a na linii 13 – 9 listopada 1976.